# 2008 en Israël
Chronologie d'Israël (en)
- 2004
- 2005
- 2006
- 2007
- 2008
- 2009
- 2010
- 2011
- 2012

Cette page concerne les évènements survenus en 2008 en Israël  :

## Chronologie

### Février 2008
- Mercredi 27 février 2008  : mort d'un Israélien, à la suite d'un tir de roquette revendiqué par la branche militaire du Hamas sur la ville de Sdérot, en représailles les Israéliens effectuent des raids contre la Bande de Gaza.

- Jeudi 28 février 2008 : onze roquettes du Hamas, s'abattent sur le sud d'Israël (Sdérot et Ashkelon) et nouveaux raids israéliens.

- Vendredi 29 février 2008 : raids israéliens contre le camp de Jabaliya et vers Beit Hanoun. Le gouvernement se déclare prêt à user de tous les moyens nécessaires pour faire cesser les tirs de roquettes.

### Mars 2008
- Samedi 1er mars 2008 : raids israéliens et une opération terrestre contre la Bande de Gaza. Deux soldats israéliens sont tués.

- Dimanche 2 mars 2008 : raids israéliens dans le nord de la bande de Gaza et bombardements contre le camp de Jabaliya. Le ministre de la Défense israélienne Ehoud Barak prévient que le Hamas « paiera le prix et les conséquences » de « la dégradation de la situation » dans la bande de Gaza : « Les opérations terrestres et aériennes vont se poursuivre, nous allons continuer à attaquer les installations, les stocks d'armes et les infrastructures du Hamas ».

- Jeudi 6 mars 2008 : un terroriste palestinien attaque à l'arme à feu la salle de lecture d'une yeshiva à Jérusalem tuant huit étudiants et en blessant onze autres avant d'être lui-même abattu.

- Mardi 18 mars 2008  : en visite officielle, la chancelière allemande, Angela Merkel, dans un discours à la Knesset déclare que les « Allemands et Israéliens sont et seront toujours liées d'une manière particulière par la mémoire de la Shoah [et que] l'Allemagne n'abandonnera jamais Israël… »

### Avril 2008
- Lundi 7 avril 2008 : Benyamin Ben Eliezer, ministre travailliste des Infrastructures, menace de « réduire à néant l'Iran » s'il s'attaque à Israël : « L'Iran ne va pas s'empresser de nous attaquer, car il comprend la signification d'un tel acte. Une attaque iranienne contre Israël déclenchera une riposte dure qui provoquera la destruction de la nation iranienne. [...] Les Iraniens sont conscients de notre force, mais continuent de nous provoquer en armant leur allié syrien et la Hezbollah. Et nous devons y faire face »[1].

- Mardi 15 avril 2008 : trois soldats israéliens sont morts dans des combats dans la bande de Gaza et le sud du pays essuie le tir d'une douzaine de roquettes.

- Vendredi 18 avril 2008 : l'ancien président américain Jimmy Carter a rencontré à Damas en Syrie, le chef du Hamas Khaled Mechaal. Il aurait porté une offre israélienne de dialogue formulée par le vice-premier ministre israélien Eli Yishaï qui se dit prêt à « rencontrer tous les responsables du Hamas, y compris les ravisseurs » du caporal Gilad Shalit capturé en juin 2006 par un commando palestinien et détenu dans la bande de Gaza. Yishaï dit avoir agi sans consentement du premier ministre Ehoud Olmert.

- Mercredi 23 avril 2008 : selon le journal syrien al-Watan, le premier ministre Ehoud Olmert aurait proposé au président Bachar el-Assad un retrait total du plateau du Golan en échange de la paix. L'opposition de droite souligne le danger de priver Israël d'un atout stratégique essentiel en renonçant au plateau du Golan.

- Jeudi 24 avril 2008 :
  - Le gouvernement américain montre au Congrès américain une vidéo prouvant que la Corée du Nord a aidé la Syrie à construire le réacteur nucléaire détruit en septembre 2007 par l'aviation israélienne. Cette collaboration avait lieu alors que le gouvernement américain s'efforçait d'obtenir la dénucléarisation de la Corée du Nord et un inventaire exhaustif de ses lieux et activités nucléaires, y compris les proliférantes. Selon les services de renseignements américains, le réacteur a été détruit juste avant d'entrer en service et de produire du plutonium militaire. Les Nord-Coréens ont continué à aider la Syrie après la destruction de réacteur.
  - Le premier ministre Ehoud Olmert annonce avoir passé la Pâque juive sur la plateau du Golan avec plusieurs milliers d'Israéliens, marquant ainsi son attachement à ce territoire stratégique occupé depuis 1967, alors que dans une interview au journal Al-Watan, le président syrien Bachar el-Assad, confirme que le premier ministre turc, Recep Tayyip Erdoğan l'a « informé qu'Israël était prêt à se retirer du Golan en échange de la paix avec la Syrie », ce qui comprend : la fermeture des bureaux du Hamas à Damas, l'arrêt de la fourniture d'armes au Hezbollah et la prise de distance avec l'Iran.

- Vendredi 25 avril 2008 : le gouvernement refuse l'offre de six mois de trêve proposée par le Hamas dans la Bande de Gaza en échange d'une levée du blocus. Le porte-parole du premier ministre, David Baker, estime qu'il s'agit d'un stratagème pour « gagner du temps afin de se réarmer et se regrouper » et nie l'existence de contacts indirects avec le Hamas, ce qui affaiblirait le président Mahmoud Abbas.

- Dimanche 27 avril 2008 :
  - L'ambassadeur d'Israël en Turquie, Gaby Lévy, présente les propositions israéliennes pour un scénario de paix avec la Syrie. Le gouvernement turc se dit prêt à engager la médiation pour relancer les pourparlers de paix entre les deux pays, officiellement en état de guerre depuis soixante ans.
  - Mort de Yossi Harel (90 ans) qui fut le commandant de l'Exodus.

- Mercredi 30 avril 2008 : selon de nouvelles estimations du Mossad et des services de renseignements militaires, les chercheurs iraniens auraient fait d'importants progrès et « pourraient franchir le seuil technologique avant la fin de cette année », selon Shaoul Mofaz, vice-premier ministre chargé du dialogue stratégique avec les États-Unis.

### Mai 2008
- Samedi 3 mai 2008 : le premier ministre Ehoud Olmert, suspecté d'avoir financé illégalement ses campagnes électorales, est interrogé par les enquêteurs de la police. Il s'agit de la troisième affaire dans lequel il est impliqué depuis son arrivée au pouvoir il y a deux ans. Des versements illégaux de près d'un demi million de dollars auraient été faits pour sa campagne électorale par un homme d'affaires américain installé en Israël.

- Vendredi 9 mai 2008 : le groupe Renault-Nissan s'allie avec la société Project Better Place, pour développer son projet de voiture électrique, dans lequel il va investir 650 millions d'euros.

- Mercredi 14 mai 2008 :
  - Visite d'adieu de deux jours du président américain George W. Bush et participation à la célébration de soixantième anniversaire de l'État hébreu.
  - Une roquette palestinienne est tirée sur un centre commercial d'Ashkélon faisant au moins 14 blessés.

- Vendredi 16 mai 2008 : à l'occasion du soixantième anniversaire de l'État d'Israël, Oussama ben Laden dans un message radio affirme que cet anniversaire démontre qu'Israël n'existait pas et qu'il s'est créé sur des terres confisquées aux Palestiniens et donc que le djihad est un devoir pour libérer les territoires : « Si Dieu le veut, nous continuerons la lutte contre les Israéliens et leurs alliés et ne renoncerons à aucun centimètre carré de terre de Palestine tant qu'il y aura au moins un musulman véritable sur terre. »

- Mercredi 21 mai 2008 : le gouvernement reconnaît une reprise de contact avec la Syrie sous l'égide de la Turquie.

- Jeudi 22 mai 2008 : Dans le cadre des pourparlers israélo-syrien, Israël propose d'évacuer les quelque vingt mille colons dans un délai de quinze ans que la Syrie voudrait réduire à dix ans.

### Juin 2008
- Dimanche 1er juin 2008 : le Hezbollah libanais a rendu les restes de cinq soldats israéliens tués lors la guerre de l'été 2006 au Liban.

- Mercredi 4 juin 2008 : devant l'American Israel Public Affairs Committee (APAIC), le candidat Barack Obama déclare que « la sécurité d'Israël est sacro-sainte et non négociable » et s'engage à faire « tout, absolument tout […] pour empêcher Téhéran d'accéder à l'arme nucléaire [jusqu'à] user de la force militaire ».

- Lundi 16 juin 2008 : les ministres des Affaires étrangères des 27 pays de l'UE, réunis à Luxembourg, approuvent un document sur un « partenariat avancé avec Israël » impliquant sa « participation à de nombreux programmes communautaires ». Selon des observateurs[2], ce partenariat équivaut « à conférer à l'État juif un statut de quasi-membre de l'Union européenne ».

- Dimanche 22 juin 2008 : visite officielle de 3 jours du président français Nicolas Sarkozy et de son épouse Carla Bruni. Ils sont accompagnés d'une suite de quelque 600 personnalités françaises. Le 23, à la Knesset (parlement), le président Sarkozy dans son discours reprend à son compte les revendications historiques du mouvement national palestinien tout en faisant l'éloge des « valeurs [universelles] de justice et de droit ». Le 24, il se rend à Bethléem pour rencontrer le président de l'Autorité palestinienne, Mahmoud Abbas. Lors de son départ de l'aéroport de Tel Aviv, alors que le couple présidentiel français s'apprête à monter dans son avion, un mystérieux incident de tir (suicide ou sniper) provoque sur le tarmac la mort d'un garde-frontière israélien.

### Novembre 2008
- Dimanche 9 novembre 2008 : une bagarre éclate dans la basilique du Saint-Sépulcre de la vieille ville de Jérusalem entre des popes grecs orthodoxes et des prêtres arméniens. La police a dû intervenir pour les séparer. Le patriarche grec-orthodoxe de Jérusalem Théophilos III a accusé les Arméniens de porter la responsabilité de la bagarre : « Les Arméniens nous provoquent sans cesse, ils revendiquent des droits supplémentaires et veulent des privilèges semblables aux nôtres qui datent de plusieurs siècles ». Les règles en vigueur au Saint-Sépulcre ont été établies en 1852 par les Ottomans.

- Mardi 11 novembre 2008 : Nir Barkat, un riche homme d'affaires, laïc de droite, remporte les élections municipales à Jérusalem avec 52 % des voix en battant l'ultra-orthodoxe Meir Porush (43 % des suffrages). Durant la campagne, les deux candidats ont annoncé leur désir de conserver le contrôle israélien sur l'ensemble de la ville, et se sont dits favorables à la poursuite de l'implantation juive à Jérusalem-Est.

- Dimanche 16 novembre 2008 : une pétition a regroupé de nombreuses personnalités en Israël et a été remise au président Ehud Olmert pour demander au président George W. Bush d'accorder sa grâce présidentielle à l'espion juif américain, Jonathan Pollard. Ancien analyste de la Navy, il a été condamné à la prison à perpétuité pour avoir fourni à Israël, de mai 1984 à son arrestation en novembre 1985, des milliers de documents classés secret défense, sur les activités d'espionnage des États-Unis, principalement dans les pays arabes.

- Lundi 17 novembre 2008 : six roquettes ont été tirées depuis la bande de Gaza contre le sud d'Israël sans faire de victime.

- Mercredi 19 novembre 2008 : la ministre des Affaires étrangères Tzipi Livni annonce qu'Israël ne participera pas à la conférence mondiale de suivi « Durban II » contre le racisme organisée l'an prochain par l'ONU à Genève, estimant qu'à l'instar de ce qui s'est passé en 2001, cette conférence risque d'être « utilisée comme plate-forme anti-israélienne et antisémite ». Elle appelle « la communauté internationale à ne pas participer à une conférence qui vise à légitimer la haine et l'extrémisme sous le couvert de la lutte contre le racisme »[3].

- Vendredi 21 novembre 2008 : nouveau tir d'une roquette depuis la bande de Gaza vers une zone industrielle d'Ashkelon.

- Mardi 25 novembre 2008 :
  - Dans le cadre d'une enquête internationale sur un vaste réseau de trafic de drogue, la police israélienne arrête deux personnes à Haïfa, dans le nord d'Israël. Entre le 5 octobre et le 13 novembre, des saisies de l'ordre d'une tonne et demi de cocaïne, d'une valeur de 500 millions de dollars, ont été faites aux Bahamas, en Espagne et au Pérou. La drogue était cachée dans des machines-outils qui étaient ensuite exportées vers l'Europe, l'Amérique latine et le Proche-Orient.
  - Nouveau tir d'une roquette depuis la bande de Gaza tombée le désert de Néguev.

- Mercredi 26 novembre 2008 : le Premier ministre Ehud Olmert rejette « catégoriquement » les soupçons de fraude à son encontre dans une affaire de billets d'avions.

- Jeudi 27 novembre 2008 : plusieurs députés et la ministre des Affaires étrangères et chef du parti au pouvoir, Tzipi Livni, appellent le premier ministre Ehud Olmert à démissionner immédiatement après l'annonce de son inculpation prévue pour corruption.

- Vendredi 28 novembre 2008 : des tirs de mortiers tirés depuis la bande de Gaza sur une base militaire blessent sept soldats dont un gravement.

- Samedi 29 novembre 2008 : au total 8 Israéliens ont été tués dont 6 dans le centre culturel juif et 4 autres Israéliens sont portés disparus dans l'attaque des assaillants islamistes contre Bombay en Inde.

- Dimanche 30 novembre 2008 : le gouvernement israélien annonce la libération prochaine de 250 prisonniers palestiniens, à la suite d'une promesse faite au président palestinien Mahmoud Abbas.

### Décembre 2008
- Dimanche 7 décembre 2008 :
  - Les autorités israéliennes empêchent le départ du port de Tel Aviv d'un bateau chargé d'aides humanitaires (médicaments et produits de base) pour une livraison dans la bande de Gaza. Il avait été affrété par les députés arabes israéliens — notamment Taleb El-Sana et Mohammad Barakeh — par le mouvement islamique israélien avec le soutien de dizaines de militants pacifistes de la gauche israélienne.
  - La commission spéciale approuve la libération de 250 prisonniers palestiniens à l'occasion de la fête musulmane d'Al-Adha qui commence lundi mais sans aucun détenu appartenant au Hamas.
  - Une roquette et deux obus de mortier, tirés depuis la bande de Gaza, se sont abattus sur le sud d'Israël, ne faisant ni blessé ni dégâts.
  - Le premier ministre Ehud Olmert déclare qu'il envisage d'ordonner une riposte à la poursuite des tirs de roquettes contre Israël depuis la bande de Gaza : « Ces dernières semaines, nous avons été témoins d'une dégradation de la situation dans le sud du pays, et ces attaques sont le reflet de l'effondrement total de la trêve […] j'ai ordonné aux responsables de la sécurité de présenter un train de mesures efficaces et nous allons définir notre attitude cette semaine […] nous n'accepterons pas de nous limiter alors qu'on tire tous les jours contre notre territoire »[4].

- Dimanche 14 décembre 2008 : Le ministre français de l'Éducation Xavier Darcos est en visite officielle en Israël et dans les territoires palestiniens, en vue de la signature d'accords de coopération éducative. Après s'être rendu au mémorial de Yad Vashem de Jérusalem, il a été reçu par le président Shimon Peres puis s'est ensuite rendu à Ramallah où il a rencontré le président de l'Autorité palestinienne Mahmoud Abbas.

- Lundi 15 décembre 2008 :
  - La radio publique annonce l'arrestation de deux diamantaires israéliens soupçonnés d'avoir escroqué une compagnie sud-africaine d'exportation de diamants pour un montant de 35 millions de dollars. Les deux frères sont accusés de ne pas avoir payé les diamants puis d'avoir rendu des enveloppes vides ou contenant des diamants de qualité inférieure aux Sud-Africains qui voulaient récupérer leur bien.
  - Le rapporteur de l'ONU sur les droits de l'homme dans les Territoires palestiniens Richard Falk a été refoulé à son arrivée à l'aéroport de Tel-Aviv et contraint de repartir. Le ministère israélien des Affaires étrangères a justifié sa décision en accusant le rapporteur « de légitimer le terrorisme du Hamas et d'établir des comparaisons éhontées entre la Shoah », le génocide nazi, et l'oppression des Palestiniens sous occupation israélienne. Le 10 décembre, il a assimilé la politique israélienne à l'encontre des Palestiniens de Gaza à « un crime contre l'humanité ».
  - Libération de 227 prisonniers palestiniens (209 prisonniers de Cisjordanie et 18 de la bande de Gaza) dont aucun n'est impliqué dans des attaques meurtrières contre des Israéliens et n'est membre du mouvement islamiste Hamas. Quelque 11 000 Palestiniens sont encore détenus par l'État hébreu.

- Mercredi 17 décembre 2008 : Vingt roquettes ont été tirées depuis la bande de Gaza vers le sud d'Israël, sans faire de victimes seulement quelque dégâts matériels. L'une d'elles a explosé aux abords d'un supermarché de la ville de Sdérot, limitrophe de la bande de Gaza, faisant deux blessés légers et endommageant des véhicules.

- Jeudi 18 décembre 2008 : 
  - Neuf roquettes et obus de mortier palestiniens ont été tirés à l'aube vers le sud d'Israël, sans faire de victimes ni de dégâts.
  - Le groupe d'électronique français Thales annonce une offre publique d'achat amicale sur la société d'imagerie médicale « CMT Medical Technologies » pour 21,5 millions d'euros.

- Vendredi 19 décembre 2008 : Fin de la trêve avec Israël décrétée par le mouvement du Hamas car selon lui : « La trêve a pris fin et ne sera pas renouvelée car l'ennemi sioniste n'a pas respecté ses conditions. L'occupation porte la responsabilité des conséquences »[5]. Deux roquettes ont immédiatement été tirées sur le sud d'Israël, ne faisant ni victimes, ni dégâts. Six tirs d'obus de mortier ont aussi été revendiqués par les Brigades Ezzedine Al-Qassam, branche armée du Hamas.

- Dimanche 21 décembre 2008 : Le chef de l'opposition, le chef du parti Likoud (droite) Benjamin Netanyahu assure le gouvernement de son appui s'il décide de frapper à Gaza, en riposte aux tirs de roquettes. Il reproche vivement au parti au pouvoir, Kadima, de n'avoir pas agi avec assez de fermeté pour empêcher le Hamas de prendre le pouvoir à Gaza et de le garder.

- Lundi 22 décembre 2008 : Des archéologues israéliens annoncent la découverte d'un trésor de 264 pièces d'or datant du VIIe siècle lors de fouilles organisées près de la Vieille ville de Jérusalem, dans une niche secrète dissimulée dans un mur. Ces pièces en or pur 24 carats portent l'effigie de l'empereur byzantin Heraclius, qui a régné de 610 à 641. Ce trésor a été découvert lors de fouilles effectuées dans la « cité de David », un site antique de Jérusalem situé dans la partie orientale de la ville.

- Mardi 23 décembre 2008 : 
  - 84 roquettes et obus de mortier ont été tirés par le Hamas contre le Sud du pays, sans faire de victimes mais causant des dégâts matériels.
  - Le Premier ministre Ehud Olmert a rendu visite au chantier de construction du mur de séparation érigé en Cisjordanie et qu'il présente comme un modèle de lutte contre le terrorisme. La barrière de séparation dans le secteur de Jérusalem est prévue sur 164,5 kilomètres dont une portion de 110 km est achevée selon le premier ministre le « projet […] est devenu aujourd'hui un modèle pour se défendre contre les attaques suicide »; à terme le mur s'étendra sur plus de 700 km. Dans un avis rendu le 9 juillet 2004, la Cour internationale de justice (CIJ) a jugé illégale la construction de cette barrière et exigé son démantèlement, tout comme l'a fait ensuite l'Assemblée générale de l'ONU.

- Mercredi 24 décembre 2008 : 
  - Toute la nuit et toute la journée, le Hamas, menaçant d'intensifier ses attaques, a pilonné le sud d'Israël avec plus de 70 roquettes et obus de mortier, sans faire de victimes mais causant des dégâts matériels.
  - Le ministre de la Défense Ehud Barak menace de faire payer au Hamas « le prix fort » pour ses tirs de roquettes incessants contre Israël : « Le Hamas est responsable de ces tirs, et il paiera le prix fort […] Tous ceux qui portent atteinte à Israël et à ses ressortissants en paieront le prix, et en grand […] Nous ne permettrons pas à cette situation de perdurer […] tous les papotages sont superflus, voire nuisibles, mais nous allons régler le problème et apporter une solution ».

- Jeudi 25 décembre 2008 :
  - 17 obus de mortier et trois roquettes se sont abattus sur le sud du territoire israélien. Un obus de mortier a été tiré sur le terminal d'Erez, au passage de quelque 150 chrétiens palestiniens se rendant à Bethléem pour Noël; le projectile a percé une toiture sans faire de blessé. Une roquette a été tirée sur la zone industrielle d'Ashkelon sans faire de victime.
  - Le chef du Front populaire de libération de la Palestine (FPLP), Ahmed Saadat est condamné à trente ans de prison par le tribunal militaire israélien d'Ofer. Il était sous le coup de 19 chefs d'inculpation notamment pour atteinte à la sécurité d'Israël dans le cadre de ses activités au sein du FPLP, une organisation considérée comme « terroriste » et « illégale » par la loi israélienne. Ahmed Saadat, député au Conseil législatif palestinien, avait été arrêté par l'armée israélienne en mars 2006 lors de la prise d'assaut de la prison de Jéricho, en Cisjordanie, où il était détenu à la suite de l'assassinat en 2001 du ministre israélien du Tourisme Rehavam Zeevi.
  - Le président égyptien Hosni Moubarak, reçoit au Caire la ministre israélienne des Affaires étrangères, Tzipi Livni, appelle Israël à faire preuve de retenue face aux tirs de barrage du Hamas depuis la bande de Gaza, et exhorte le Mouvement de la résistance islamique à cesser immédiatement cesser ses bombardements[6]

- Vendredi 26 décembre 2008 : Des groupes armés palestiniens ont continué à tirer des roquettes et des obus en direction d'Israël depuis le matin peu avant le passage prévu de convois d'aide humanitaire vers la bande de Gaza. Un obus de mortier s'est abattu sur une maison vide d'habitants près du passage de Kerem Shalom[7].

- Samedi 27 décembre 2008 :
  - Des dizaines de roquettes ont été tirées depuis la bande de Gaza contre Israël en représailles aux opérations israéliennes contre ce territoire contrôlé par le mouvement islamiste Hamas. Une des roquettes a tué une femme dans la ville de Netivot
  - Selon la ministre des Affaires étrangères, Tzipi Livni, les raids aériens militaire sur Gaza sont la seule option dont dispose Israël contre le Hamas.

- Lundi 29 décembre 2008 :
  - Israël affiche désormais son objectif de « faire tomber » le Hamas alors que jusqu'à présent les dirigeants israéliens affirmaient que l'opération « Plomb durci », visait uniquement à mettre fin aux tirs de roquettes sur le sud du pays depuis la bande de Gaza. Selon le vice-premier ministre israélien, Haïm Ramon : « Le but de l'opération est de faire tomber le régime du Hamas […] Nous cesserons le feu immédiatement si quiconque prend la responsabilité de ce gouvernement, sauf le Hamas […] le Hamas n'est pas une superpuissance. Nous n'avons pas affaire à la Russie ni aux États-Unis. Nous avons affaire à une organisation terroriste qui a pris le contrôle par la force lors d'un putsch militaire, à l'encontre de toutes les lois internationales […] Après l'opération, il ne restera plus aucun bâtiment du Hamas debout à Gaza […] Nous ne sommes qu'au début de la bataille. Le plus dur est encore devant nous et à cela il faut se préparer ».
  - Une roquette tombée sur Ashkelon cause la mort d'une Israélienne, une soldate, et en blesse 4 autres, des civils. La soldate tuée serait la sœur du ministre de l'Intérieur Meir Shetreet. Une autre roquette de plus longue portée a atteint pour la première fois la région de Beer-Sheva, la capitale du sud d'Israël, sans faire de blessé.
  - La déléguée générale palestinienne auprès de l'Union européenne, Leïla Chahid, déclare : « Je redoute une explosion de violence qui ne se limitera pas aux frontières de la Palestine parce qu'on ne peut impunément faire ce qu'Israël fait […] Parce que lorsqu'on n'est pas protégé par le droit, comme les Palestiniens ne le sont pas depuis maintenant 41 ans, on ouvre la porte à la violence prise comme moyen de restaurer un rapport de force […] il y aura des réactions de la population dans le monde entier, en tous cas de celle qui est solidaire […] On ne peut pas en tant que communauté internationale faire le silence sur un crime de guerre comme celui-là sans en payer les conséquences […] Je crois qu'il y a une complicité internationale. Bien sûr que l'Union européenne a les moyens [elle aurait dû] repousser le statut de partenariat avec Israël ».

- Mercredi 31 décembre 2008 : Une nouvelle roquette a atteint la région de Beer-Sheva à 40 kilomètres de la bande de Gaza. Le projectile, revendiqué par les brigades Ezzedine al-Kassem, n'a fait ni victimes ni dégâts. D'autres roquettes ont atteint la région de Sdérot et certains secteurs du désert du Neguev. Selon l'armée israélienne, la Hamas aurait tiré un millier de roquettes vers Israël et il en resterait environ 2 000.